# What You Waiting For?
«What You Waiting For?» (с англ. — «Чего ты ждешь?») ― сингл американской певицы Гвен Стефани с ее дебютного сольного студийного альбома Love. Angel. Music. Baby. Он был выпущен в качестве лид-сингла альбома. Песня была хорошо принята критиками и часто цитировалась как изюминка альбома. Сингл был коммерчески успешным, возглавив чарт в Австралии и достигнув топ-10 в нескольких странах. Она стала золотой в США и была номинирована на премию Грэмми в категории Лучшее женское поп-вокальное исполнение.

## История
В 2003 году в ночь вручения премии Грэмми Линда Перри предложила Стефани написать песню, на что та неохотно согласилась. Вскоре после этого Стефани закончила тур Rock Steady со своей группой No Doubt. Она получила звонок от своего лейбла, который сообщил ей, что Перри находится в студии, готовая к сотрудничеству, и что у нее есть только пять дней, чтобы работать с ней. Позднее Стефани призналась, что была расстроена тем, что не смогла провести время с мужем, Гэвином Россдейлом, а также была напугана мыслью о сотрудничестве с Перри, которая, по ее мнению, не подходила для написания танцевальной музыки. Стефани была измучена недавно завершившимся туром и недавно пережила эмоциональный срыв, после которого большую часть времени провела в постели плача.
В первый же день работы они написали песню под названием «Fine by You», которую Стефани позже назвала глупой песней о любви, но очень хорошей. Перри заметила, что песня не подходит альбому и трек был исключен. Работа была непродуктивной, отчасти из-за застенчивости Стефани, она в какой-то момент разрыдалась в студии. Она призналась, что писать песни без группы было непривычно, унизительно и пугающе.

Перри вспоминала, как почувствовала нерешительность Стефани при первой встрече: 
Джимми Айовайн очень хотел, чтобы Гвен стала сольной певицей... С моей точки зрения, Гвен не очень то хотела этого — она не была готова стать сольной исполнительницей. Она была похожа на потерявшегося ребенка. Мне было очень жаль ее. Мы немного поговорили, а потом я сказала: Давай вернемся завтра и посмотрим, как ты себя чувствуешь. - Она ушла, а я не спала всю ночь. Я хотела, чтобы она пришла на следующий день и у нас все получилось.
В тот же вечер Перри начала работать над другим треком, который она сыграла для Стефани на следующий день, чтобы мотивировать ее. Гвен он очень понравился и Перри спросила ее: Чего ты ждешь? По словам Перри, Стефани восприняла этот вопрос как вызов, ответив: Ты бросаешь мне вызов? Они начали писать текст для песни, основанной на старых текстах Гвен и страхах перед сольной записью. Название «What You Waiting For?» появилось само собой.
Стефани пришла в голову идея пригласить танцовщиц Harajuku Girls во время написания песни. Она впервые увидела их в 1996 году и с тех пор восхищалась ими.

## Критика
Песня получила положительные отзывы критиков. Ник Сильвестр из Pitchfork  оценил ее на четыре с половиной звезды и назвал чертовски великолепной. Сайт поместил песню на 16-е место в своем списке «50 лучших синглов 2004 года». Арджи Смит из Blender отметила влияние новой волны. Сал Чинквемани из журнала Slant заявил, что именно то озорство помогает песне стать одной из самых популярных. Джемма Вольп-Флетчер, пишущая для Contactmusic.com, оценила песню на 9 баллов из 10, комментируя, что у нее есть та коммерческая привлекательность, за которую можно умереть и что трек идеально отражает личность Стефани. Наташа Трипни из musicOMH дала песне отрицательный отзыв, заявив, что она станет одним из тех треков, которые раздражают. Многие рецензенты считали этот трек одним из самых ярких в альбоме. В 2009 году газета The Daily Telegraph перечислила эту песню под номером 82 в своем списке «100 песен, которые определили нулевые».

## Видеоклип
Музыкальное видео песни было снято режиссером, Фрэнсисом Лоуренсом. Стефани изображает несколько персонажей из книги «Алиса в стране чудес», в том числе Алису, Белую королеву и Черную королеву, в платьях британского модельера Джона Гальяно. Видео было хорошо воспринято многими критиками. Сэм Блок из журнала Stylus назвал его короткометражным фильмом, сравнив с «Триллером» Майкла Джексона, и прокомментировал: 
Я вздыхаю с восхищением и желаю, чтобы каждое видео было таким живым.
 Видео дебютировало на MTV Total Request Live 19 октября 2004 года под номером 11. В следующем месяце оно достигло вершины чарта и находилось там в течение трех дней подряд, оставаясь в программе более пяти недель. На церемонии MTV Video Music Awards 2005 года видео получило награду за лучшую художественную режиссуру. На MuchMusic Video Awards 2005 года видео было номинировано на звание лучшего международного видео.

## Трек-лист
| - European CD single 1. "What You Waiting For?" (Album Version) – 3:41 2. "What You Waiting For?" (Jacques Lu Cont's TWD Mix) – 8:02 - European and Australian enhanced CD maxi single 1. "What You Waiting For?" (Album Version) – 3:41 2. "What You Waiting For?" (Jacques Lu Cont's TWD Mix) – 8:02 3. "What You Waiting For?" (Jacques Lu Cont's TWD Dub) – 8:22 4. "What You Waiting For?" (Music Video) (Director's Cut) – 8:37 | - European enhanced CD maxi single 1. "What You Waiting For?" (Album Version) – 3:41 2. "What You Waiting For?" (Jacques Lu Cont's TWD Mix) – 8:02 3. "What You Waiting For?" (Instrumental) – 3:41 4. "What You Waiting For?" (Music Video) (Director's Cut) – 8:37 - US 12" single 1. "What You Waiting For?" (Armand Van Helden Remix) – 8:39 2. "What You Waiting For?" (The Rude Ho Mix by Felix da Housecat) – 5:07 3. "What You Waiting For?" (Armand Van Helden Dub) – 7:55 |

## Чарты
| Чарт (2004–2005)                        | Высшая позиция |
| --------------------------------------- | -------------- |
| Австралия (ARIA)                        | 1              |
| Австралия (ARIA Dance)                  | 1              |
| Австрия (Ö3 Austria Top 40)             | 7              |
| Бельгия/Фландрия (Ultratop 50)          | 8              |
| Бельгия/Валлония (Ultratop 50)          | 4              |
| Canada CHR/Pop Top 30 (Radio & Records) | 8              |
| СНГ (TopHit)                            | 4              |
| Czech Republic (IFPI)                   | 2              |
| Дания (Tracklisten)                     | 2              |
| Europe (European Hot 100 Singles)       | 6              |
| Финляндия (Suomen virallinen lista)     | 4              |
| Франция (SNEP)                          | 5              |
| Германия (GfK)                          | 22             |
| Greece (IFPI Greece)                    | 17             |
| Венгрия (Rádiós Top 40)                 | 26             |
| Венгрия (Single Top 40)                 | 8              |
| Венгрия (Dance Top 40)                  | 9              |
| Ирландия (IRMA)                         | 2              |
| Италия (FIMI)                           | 2              |
| Нидерланды (Dutch Top 40)               | 7              |
| Нидерланды (Single Top 100)             | 15             |
| Новая Зеландия (Recorded Music NZ)      | 3              |
| Норвегия (VG-lista)                     | 3              |
| Romania (Romanian Top 100)              | 2              |
| Шотландия (OCC Scotland)                | 2              |
| Испания (PROMUSICAE)                    | 20             |
| Швеция (Sverigetopplistan)              | 6              |
| Швейцария (Schweizer Hitparade)         | 17             |
| Великобритания (OCC UK Singles)         | 4              |
| США (Billboard Hot 100)                 | 47             |
| США (Billboard Adult Pop Airplay)       | 24             |
| США (Billboard Dance Club Songs)        | 1              |
| США (Billboard Dance/Mix Show Airplay)  | 17             |
| US Hot Dance Singles Sales (Billboard)  | 5              |
| США (Billboard Pop Airplay)             | 17             |
| US Pop 100 (Billboard)                  | 14             |

| Чарт (2004)                | Позиция |
| -------------------------- | ------- |
| Australia (ARIA)           | 26      |
| Australia Dance (ARIA)     | 1       |
| CIS (Tophit)               | 81      |
| Netherlands (Dutch Top 40) | 81      |
| Sweden (Sverigetopplistan) | 72      |
| UK Singles (OCC)           | 66      |

| Чарт (2005)                        | Позиция |
| ---------------------------------- | ------- |
| Australia (ARIA)                   | 40      |
| Australia Dance (ARIA)             | 4       |
| Austria (Ö3 Austria Top 40)        | 74      |
| Belgium (Ultratop 50 Flanders)     | 93      |
| Belgium (Ultratop 50 Wallonia)     | 56      |
| CIS (Tophit)                       | 76      |
| Europe (European Hot 100 Singles)  | 27      |
| France (SNEP)                      | 61      |
| Italy (FIMI)                       | 41      |
| Romania (Romanian Top 100)         | 34      |
| Sweden (Sverigetopplistan)         | 84      |
| Switzerland (Schweizer Hitparade)  | 78      |
| UK Singles (OCC)                   | 174     |
| US Hot Dance Club Play (Billboard) | 9       |
| US Pop 100 (Billboard)             | 97      |

| Чарт (2000–09)                     | Позиция |
| ---------------------------------- | ------- |
| Australia (ARIA)                   | 75      |
| US Hot Dance Club Play (Billboard) | 8       |

## Сертификации
| Регион | Сертификация  | Продажи   |
| --- | ------------- | --------- |
| Австралия (ARIA) | 2× Платиновый | 140 000^  |
| Норвегия (IFPI Norway) | Золотой       | 5000*     |
| Швеция (GLF) | Золотой       | 10 000^   |
| Великобритания (BPI) | Серебряный    | 348,000   |
| США (RIAA) | Платиновый    | 1 000 000 |
| * Данные о продажах приведены только на основе сертификации. · ^ Данные о тиражах приведены только на основе сертификации. · Данные о продажах + прослушиваниях приведены только на основе сертификации. |               |           |